# Onze-Lieve-Vrouw-Waver
Onze-Lieve-Vrouw-Waver is een dorp in de Belgische provincie Antwerpen en een deelgemeente van Sint-Katelijne-Waver. Onze-Lieve-Vrouw-Waver, soms afgekort tot OLVW, was een zelfstandige gemeente tot aan de gemeentelijke herindeling van 1977.

## Geschiedenis

### Middeleeuwen
De naam Waver wordt voor het eerst vermeld in een akte van 1008, waarin de Duitse koning Hendrik II afstand doet van zijn jachtrechten in het Waverwoud dat zich situeerde tussen de Nete en de Dijle. In de 11e eeuw behoorde het woud tot het hertogdom Brabant en het oude bisdom Kamerijk. De eerst bekende vermelding van de parochie Onze-Lieve-Vrouw-Waver, “sanctam Mariam in Wavera” dateert uit 1266. Het dorp was bezit van de familie Berthout en maakte deel uit van het Land van Mechelen.

### Ancien régime
Het dorp had in de 16e, 17e en 18e eeuw te lijden onder godsdiensttwisten en militair geweld. In 1583 dienden inwoners van het zwaar geteisterde dorp een verzoekschrift in tot vermindering van de belastingen die door de Staten van Brabant opgelegd waren. Zestig hoeven waren afgebrand, vernield of verlaten; er bleven er nog maar twee over. Van de 87 overige huizen bleven er slechts 15 over. Heel wat inwoners waren gevlucht. De kerk was vervallen tot een ruïne.

### 20ste eeuw
In 1914, bij de uitbraak van de Eerste Wereldoorlog in België, werd het dorp zwaar getroffen. Er werd hard gevochten aan de buitenste fortengordel rond Antwerpen tussen Walem en Koningshooikt,.
Onze-Lieve-Vrouw-Waver was een zelfstandige gemeente tot einde 1976. In 1977 fusioneerde Onze-Lieve-Vrouw-Waver met Sint-Katelijne-Waver tot de fusiegemeente Sint-Katelijne-Waver. Op dat moment had Onze-Lieve-Vrouw-Waver een oppervlakte van 15,31 km² en telde het 4643 inwoners.

## Bijnamen
Onze-Lieve-Vrouw-Waver staat bekend onder de bijnamen Het Torekensdorp en Torekens Waver.

## Bezienswaardigheden
- De Onze-Lieve-Vrouwekerk aan het Dorp. De kerk is van ver zichtbaar vanwege de ranke hoge toren, met 68 meter de hoogste uit de omgeving.
- Het Ursulinenklooster aan de Bosstraat
- Het voormalig gemeentehuis van Onze-Lieve-Vrouw-Waver

## Natuur en landschap
Onze-Lieve-Vrouw-Waver ligt op een hoogte van 8 tot 25 meter. Enkele overblijfselen van het vroegere Waverwoud zijn: Gasthuisbossen, Brede Zeyp en Zuurbossen. Deze resten liggen vooral ten noorden en ten westen van de kom.

## Demografie
Vergeleken met het eind van de 15e eeuw was het aantal huizen in het eerste kwart van de 19e eeuw royaal verviervoudigd, van een kleine honderd tot meer dan vierhonderd, zie de tabel. De toename, opgetekend door Jan Frans Willems, was duidelijk groter dan in omliggende dorpen. Voor het aantal inwoners nam hij als vuistregel 7 bewoners per huis. In elk geval voor de 19e eeuw zal dat aan de hoge kant geweest zijn.
Van het eerste van de 19e eeuw tot het derde kwart van de 20e eeuw verdubbelde het aantal inwoners ruimschoots tot 4643. Anno 2020 woonden er 5613 mensen.
| Jaar   | 1480 | 1496 | 1526 | 1826 |
| ------ | ---- | ---- | ---- | ---- |
| Huizen | 96   | 136  | 164  | 412  |

### Demografische ontwikkeling
- Bronnen:NIS, Opm:1806 tot en met 1970=volkstellingen; 1976 = inwoneraantal op 31 december

## Economie
Van in de middeleeuwen werd hier intens aan land- en gespecialiseerde tuinbouw gedaan.

## Onderwijs
Sinds 1841 is hier het bekende Sint-Ursula-Instituut gevestigd. Deze school van de Ursulinen, gebouwd in 1900, telde in 2009 ongeveer 1750 leerlingen en had tot in de jaren 1980 een internaat met een als onroerend erfgoed beschermde wintertuin in art nouveaustijl.

## Sport
De plaatselijke voetbalclub is KSK Wavria, waarvan de naam is afgeleid van Wavria Beata Maria, de Latijnse naamvorm van de gemeente. Ook is er een volleybalclub Wavoc, gevestigd in de plaatselijke sporthal Bruultjeshoek.

## Bekende Waveraars
- Peter Op de Beeck (1733-1824), alias Peerken uyt Boekweitstro, 18de-eeuws kwakzalver
- Paul Notelteirs was 19de-eeuws ambtenaar en geschiedkundige, oprichter van de Koninklijke Fanfare Graaf d'Elissem[3]

## Galerij

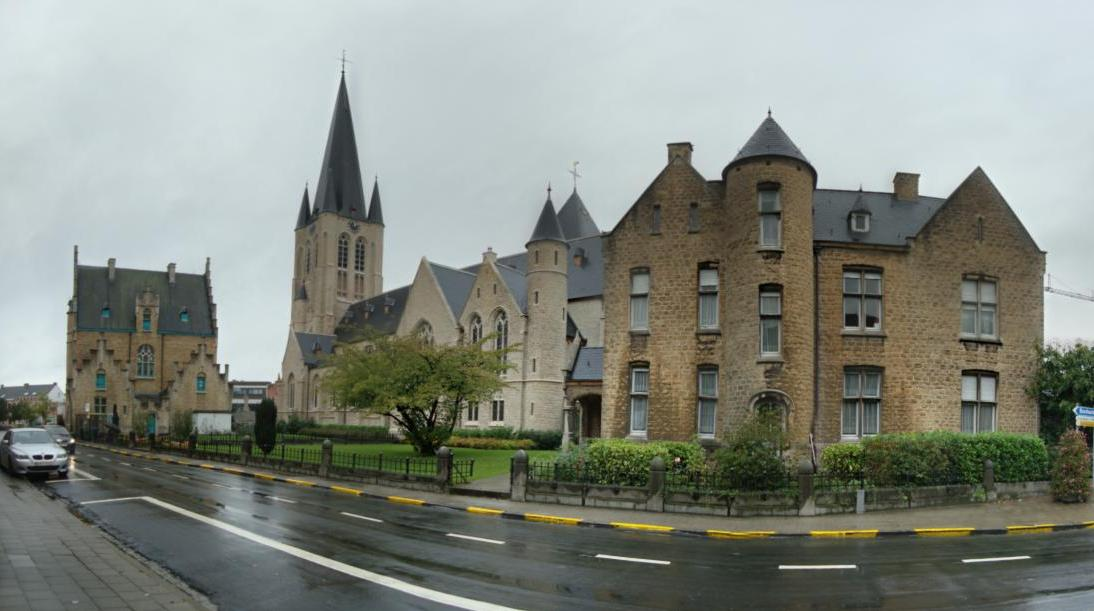
Dorpsgezicht
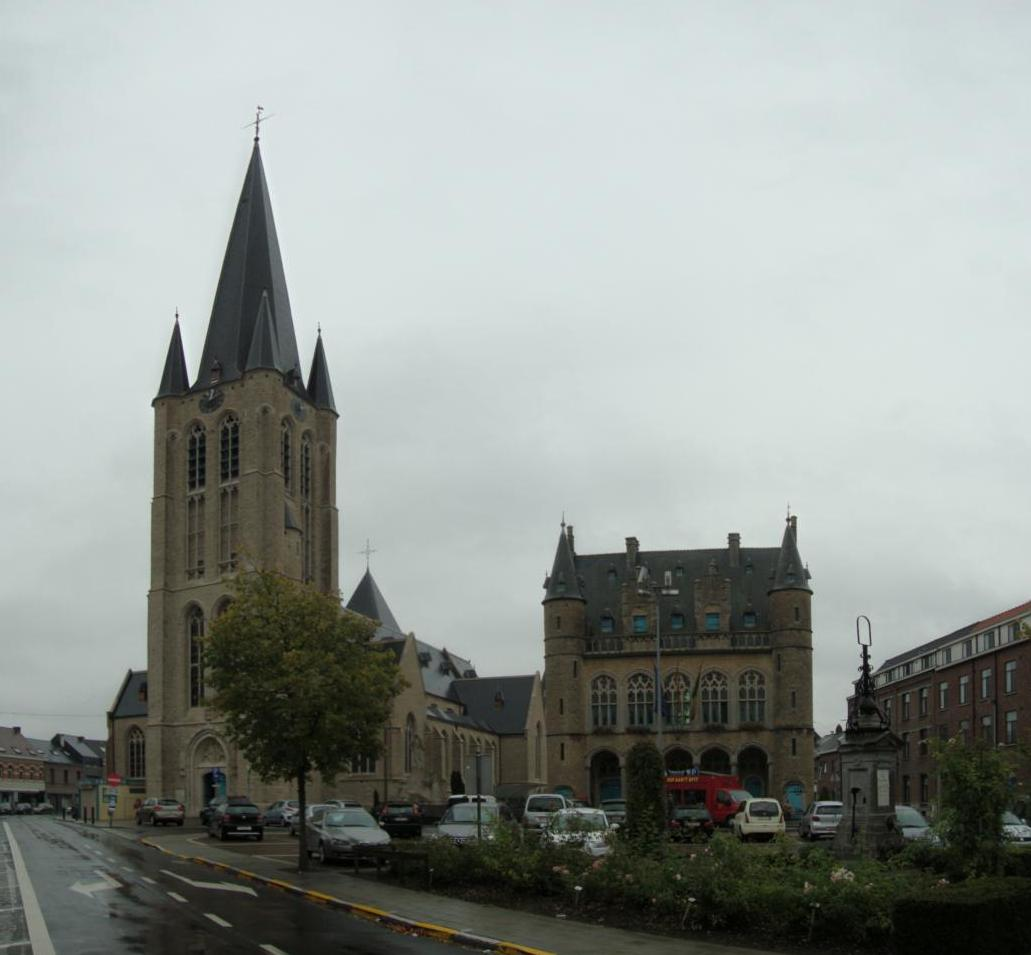
Dorpspomp, het voormalig gemeentehuis en de Onze-Lieve-Vrouwkerk
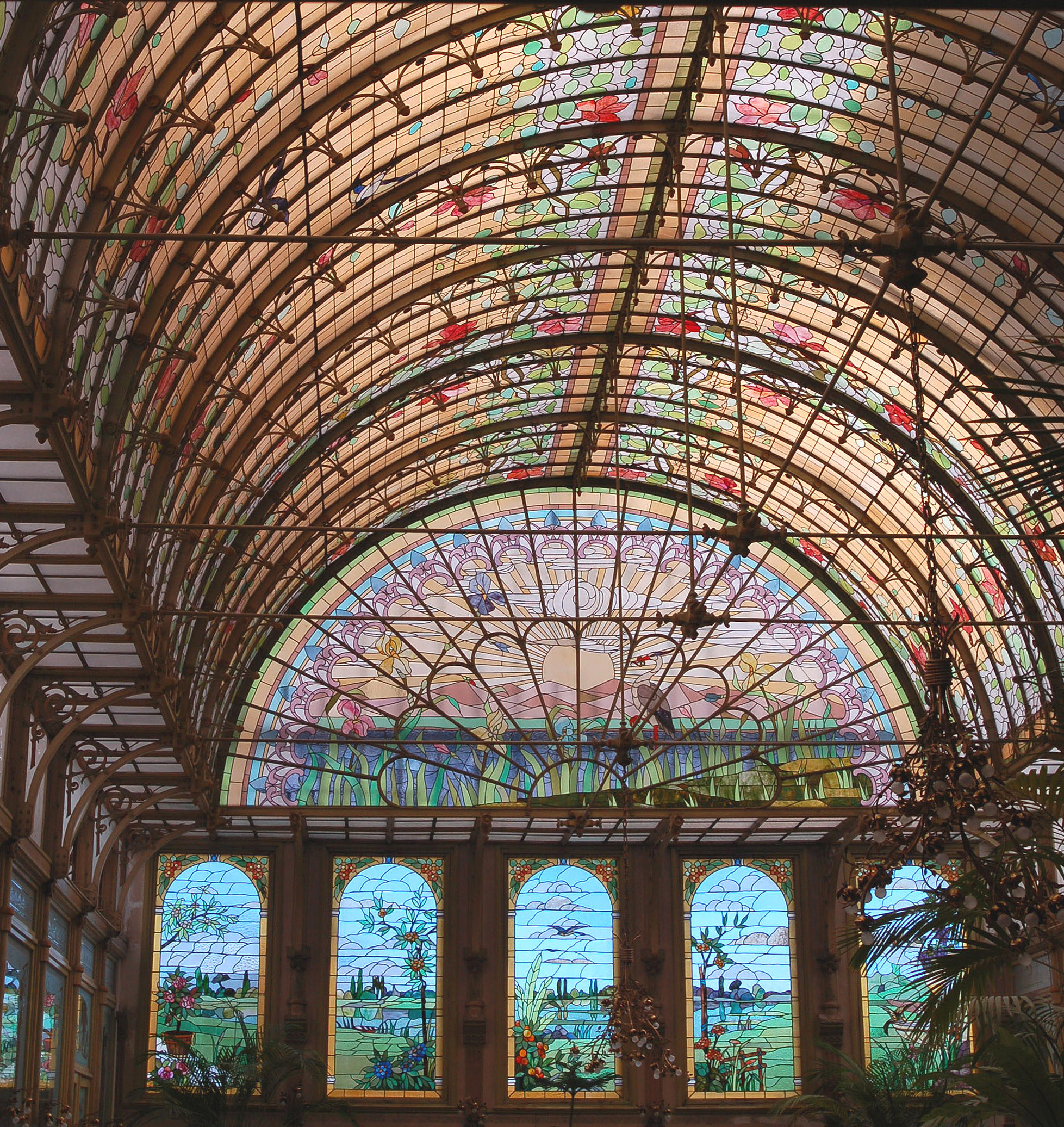
Wintertuin van het Sint-Ursula-Instituut
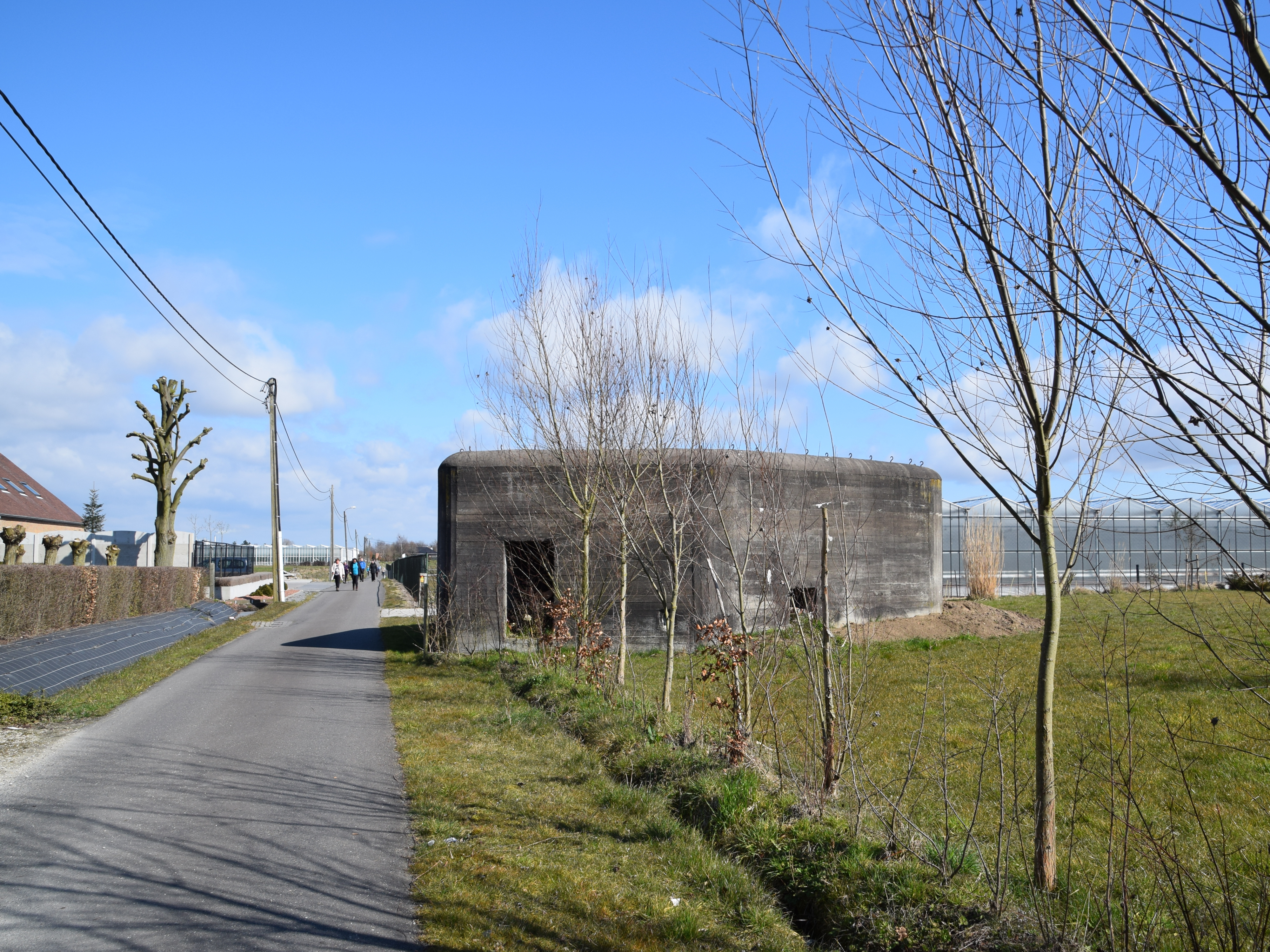
Bunker aan de Koelarenvelden

## Nabijgelegen kernen
Sint-Katelijne-Waver, Mechelen, Bonheiden, Peulis, Putte, Koningshooikt
Personen: Alfons Van den Eynde · Pelagie Waeyenbergh · Felix Brouwers · Werktuigen: Ezel · Kat · Mechelse spade · Methoden: Gewente · Organisaties en bedrijven: 't Grom · Marie Thumas · Plaatsen: Sint-Katelijne-Waver · Mechelen · Onze-Lieve-Vrouw-Waver · Duffel · Walem · Monumenten: Midzeelhoeve